# Dominic Raab
Dominic Raab (Buckinghamshire, 25 de febrero de 1974) es un político británico del Partido Conservador, fue Vice primer ministro y Secretario de Estado para la Justicia del Reino Unido en los gabinetes de Boris Johnson y Rishi Sunak. 
Anteriormente Raab fue secretario de Estado para la Salida de la Unión Europea entre julio y noviembre de 2018. Fue secretario de Estado para Relaciones Exteriores y de la Mancomunidad desde el 24 de julio de 2019 hasta el 15 de septiembre de 2021 en el gabinete de Boris Johnson. Fue Primer Secretario de Estado del Reino Unido desde el 24 de julio de 2019 hasta el 15 de septiembre de 2021 en el gabinete de Boris Johnson. El 6 de abril de 2020, Raab empezó a actuar como representante de primer ministro después del ingreso de Boris Johnson a los cuidados intensivos por sus síntomas persistente y con grado de empeoramiento del COVID-19.
Raab fue elegido miembro del parlamento (MP) por Esher y Walton en 2010. Fue nombrado subsecretario parlamentario de Estado del Ministerio de Justicia el 12 de mayo de 2015. En la primera remodelación del gabinete de Theresa May un año después, volvió a ser un miembro del parlamento sin ningún otro cargo asociado.
Tras las elecciones generales de 2017, Raab fue nombrado ministro de Estado para los Tribunales y la Justicia. En enero de 2018, Theresa May reorganizó el Gabinete y Raab pasó a dirigir el Ministerio de Vivienda, Comunidades y Gobierno Local. En julio de 2018, Raab fue nombrado secretario para el Brexit por la primera ministra Theresa May tras la dimisión de David Davis.